# Monreale (subregione)
Il Monreale, o Campidano di Sanluri,  è una sub-regione della Sardegna sud-occidentale. 

Anticamente il territorio del Monreale apparteneva al giudicato di Arborea di cui occupava la parte meridionale della curatoria di Bonorzuli.
Vi è ubicato il castello di Sardara, o castello di Monreale, che fu la più importante roccaforte del giudicato arborense. 
Il Monreale ricade totalmente nella provincia del Sud Sardegna.